# One Piece. Большой куш
«One Piece. Большой куш» (яп. ワンピース ван пи:су, «Ван-Пис») — сёнэн-манга за авторством Эйитиро Оды, выходящая с 22 июля 1997 года по настоящее время в журнале Weekly Shonen Jump. Объединена в 110 танкобонов. One Piece повествует о приключениях пиратской команды под названием «Пираты Соломенной Шляпы» во главе с капитаном Манки Д. Луффи (яп. モンキー・Ⅾ・ルフィ), в детстве съевшем Дьявольский плод Резина-Резина (яп. ゴムゴムの実 гому гому но ми), давший ему способность растягиваться и сжиматься, как резина. Вместе со своей командой Луффи ищет легендарное сокровище, известное как «One Piece», чтобы стать королём пиратов.
В формате тома манга впервые увидела свет 24 декабря 1997 года. В аниме-адаптацию входят телесериал, 15 полнометражных фильмов и несколько OVA. Впервые One Piece вышел на экраны в формате OVA в 1998 году, премьера первой серии аниме-сериала состоялась 20 октября 1999 года. Кроме того, под маркой One Piece выпущено около трёх десятков игр для различных игровых консолей. В России и манга, и аниме лицензированы издательством «Комикс-Арт» под названием «One Piece. Большой куш», премьера сериала в России состоялась 16 апреля 2012 года на телеканале 2x2. В 2019 году издательство Азбука-Аттикус объявило о переиздании манги в России.
Манга входит в число наиболее успешных изданий компании Shueisha за всю историю. С момента своего выпуска One Piece стал самой популярной мангой в Японии и одной из наиболее популярных манг по всему миру. На момент выхода 67-го тома, первый тираж которого составил 4 050 000 экземпляров — самый большой первый тираж манги в Японии и в мире. В 2021 году стало известно, что суммарные продажи томов One Piece превысили 490 миллионов экземпляров, став вторым по продаваемости комиксом в мире, обойдя Бэтмена и уступая лишь Супермену. One Piece является самой продаваемой мангой в мире, значительно опередив уже завершённый «Жемчуг дракона» и самую продолжительную мангу Golgo 13 (выходящую с 1968 года). Также продажи One Piece достигли 100 000 000 быстрее любой другой манги.

## Сюжет

### Сеттинг
Вымышленная вселенная One Piece населена как людьми, так и другими разумными расами, такими как: скайпийцы, русалки, рыболюди и великаны. В морях обитают различные крупные морские звери, именуемые властелинами морей. В этом мире существует только один суперконтинент Ред-Лайн, который опоясывает планету. Перпендикулярно Ред-Лайн идёт океаническое течение Гранд-Лайн, которое также опоясывает земной шар. Ред-Лайн и Гранд-Лайн делят мировой океан на четыре: Ист-Блю — восточный океан, Вест-Блю — западный океан, Норд-Блю — северный океан и Саут-Блю — южный океан. Гранд-Лайн находится между двумя поясами, отделяющими Гранд-Лайн от четырёх океанов, которые называются Калм-Белт. На Калм-Белте практически всегда полный штиль и полное отсутствие морских течений, а также много властелинов морей, и поэтому наиболее простой и безопасный способ попасть на Гранд-Лайн — через одно из четырёх течений на горе Реверс-Маунтин добраться до вершины горы, а потом спуститься с горы по пятому течению, ведущему прямиком на Гранд-Лайн. Гранд-Лайн отличается непредсказуемым климатом. Из-за разницы климатических зон на этом течении существует четыре основных типа островов по климатическим условиям: летние, весенние, осенние и зимние. Так как на Гранд-Лайн полно магнитных аномалий, обычный компас непригоден для навигации по этому течению. Для этого существует специальный компас лог-пос, который при пребывании в течение некоторого времени на одном из островов Гранд-Лайн настраивается на магнитное поле следующего. Вторая половина Гранд-Лайн, начинающаяся после пересечения его с Ред-Лайн, называется «Новым светом» и отличается более суровым климатом, чем первая половина. Те, кто побывал в Новом свете, окрестили первую половину Гранд-Лайн «Раем» по сравнению с ним. Технологический прогресс в этом мире схож с Европой XVII века, однако некие аналоги современных технологий в нём присутствуют. Например, функцию передатчиков выполняют улиткофоны, животные, похожие на улиток, которые при присоединении к электрическому оборудованию способны выполнять функцию телефона, факса, камеры и прочих устройств подобного рода. На небесном острове Скайпия водятся животные, раковины которых могут сохранять звук, ветер, изображения или примененную к ним механическую силу. Такие раковины используются в различных механизмах. В мире One Piece находится в обращении денежная единица под названием «белли». На Скайпии существует другая денежная единица под названием «экстолы». 1 белли равен 10 000 экстолам.

### Политические силы
Почти весь мир One Piece контролирует Мировое правительство, которое является основным антагонистом в сериале . У Мирового правительства много врагов, одним из главнейших является Революционная армия, которая борется против него и уже совершила перевороты в нескольких государствах. Океаны контролируются тремя основными силами: Морским дозором, семью Великими Корсарами и четырьмя Императорами морей, причём первые две силы подвластны Мировому правительству.
- Морской Дозор — это основная военная сила Мирового правительства, по борьбе с её врагами, преступниками и пиратами. Дозорных можно встретить по всем океанам, но подавляющее их большинство находится на Гранд-Лайн, где находятся наиболее сильные пираты.
- Семь Великих корсаров, в оригинальной версии аниме и манги на японском называемые Ситибукаями (яп. 王下七武海 О:ка Ситибукай, Семь морских полководцев при правителей) — это семеро сильных пиратов, принятых на службу Мировому правительствову, для поддержания баланса между пиратами и морским дозором. В обмен на сотрудничество и неприкосновенность со стороны дозорных, Великие корсары должны отдавать одну десятую часть добычи Мировому правительству, а также нападать только на пиратов. Другие пираты их презирают и называют «шавками правительства»[18]. Фактически Великие корсары являются каперами Мирового правительства и действуют в основном на Гранд-Лайн[19].
- Четыре Императора Морей, в оригинальной версии аниме и манги на японском называемые Ёнко (яп. 四皇 Ёнко:, четыре императора) — это четверо сильнейших пиратских капитанов, каждый со своей флотилией, которые правят на территории Нового света. Императоры морей не находятся в союзе между собой[17].